# 위로

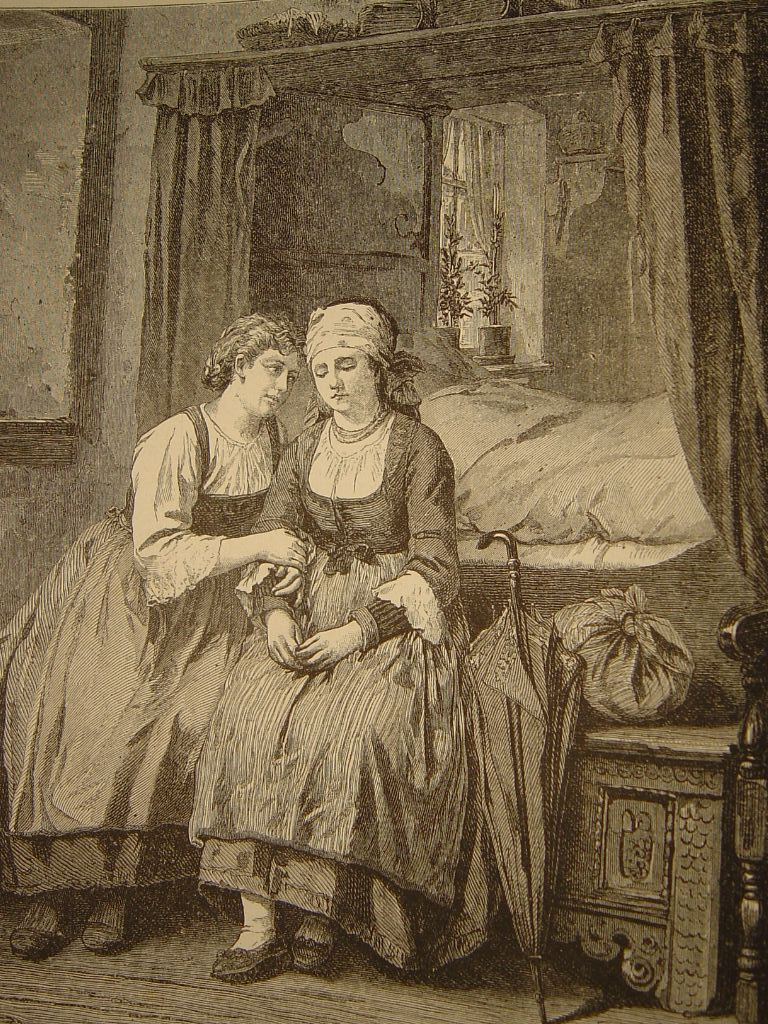
《위로》(Consolation). A. 킨들러의 작품.

위로(慰勞)는 사전적 의미로 따뜻한 말이나 행동으로 괴로움을 덜어주거나 슬픔을 달래주는 것을 말한다. 사랑하는 사람과 이별한 것과 같이 고통스럽거나 불행한 상황 속에서 보통 인간은 위로 받고 싶어한다. 이것은 그 상황을 변화시킬 수 있는 해결책을 원한다기보다는 자신을 이해하고 공감해 주기를 바라는 것이라고 볼 수 있다. 따라서 위로는 위로하는 상황을 얼마만큼 이해하고 공감할 수 있느냐에 따라 그 효과가 달라진다. 위로를 해주는 대상은 상대방이 될 수도 있지만 자신이 스스로를 위로하는 경우도 있다. 위로를 해주는 사람은 상대방이 처한 상황에 대해 공감할 수 있는 공감능력이 필요하고, 포용력과 인내심 또한 필요하다. 대표적으로 심리 상담가는 위로를 바탕으로 내담자의 문제를 해결해 주는 직업이다. 사람들은 여러 가지 방법으로 위로를 받는데 문학작품이나 그림, 음악, 영화 등 예술 작품을 통해서도 위로와 위안을 느낀다. 위로를 소재로 하는 대표적인 베스트셀러로, 『아프니까 청춘이다』, 『미움받을 용기』 등이 있다. 이런 책들은 모두 현대사회를 살아가고 있는 청춘들을 위로하는 의미가 담겨있으며 이는 현재 우리 사회에서 위로의 역할과 중요성이 커졌다는 것을 뜻한다.

## 유래
위로라는 말은 라틴어 'consolor', 독일어 'trösten'에서 유래하였으며, 이 말은 적극적인 달래기, 격려, 도움 주기, 편안하게 해주기, 고통을 경감하고 누그러뜨려주는 것을 포괄하고 있다. 따라서 “위로하다"라는 개념에서는 그에 따른 고통을 가진 사람들에게 그 고통을 극복할 수 있도록 도움을 주는 인간들의 모든 행동들은 물론 고통의 공유와 공감 등을 말한다.

## 같이 보기
- 비탄
- 상 (죽음)